# Lucy Griffiths
Lucy Ursula Griffiths (Brighton, 10 ottobre 1986) è un'attrice britannica.

## Biografia
Prende lezioni di danza sin dalla tenera età, e inizia a studiare canto all'età di 16 anni. In questo periodo convince i suoi genitori a lasciarla studiare in una scuola privata. Lucy Griffiths ha frequentato una scuola di perfezionamento presso le scuole Roedean School, Windlesham, Dorothy Stringer High School e Varndean College. In seguito ha ottenuto piccoli ruoli nelle serie televisive Sugar Rush e Sea of Souls, prima di ottenere il ruolo di Lady Marian nella serie televisiva Robin Hood.
Dal 2012 la Griffiths interpreta il ruolo della vampira Nora Gainesborough, la "sorella" di Eric Northman, nella serie televisiva True Blood fino alla sesta stagione.

## Filmografia

### Cinema
- Billboard, regia di Jamie Patterson (2011)
- Codice fantasma (The Numbers Station), regia di Kasper Barfoed (2013)
- Storia d'inverno (Winter's Tale), regia di Akiva Goldsman (2014)
- Last Summer, regia di Leonardo Guerra Seràgnoli (2014)
- Home for Christmas, regia di Jamie Patterson (2014)
- Uncanny, regia di Matthew Leutwyler (2015)
- The price, regia di Anthony Onah (2017)

### Televisione
- Sea of Souls - serie TV, episodio 3x05 (2006)
- Sugar Rush - serie TV, episodio 2x02 (2006)
- Robin Hood - serie TV, 27 episodi (2006-2009) - Lady Marian
- Collision - serie TV, 5 episodi (2009)
- U Be Dead, regia di Jamie Payne - film TV (2009)
- Lewis - serie TV, episodio 4x04 (2010)
- The Little House - serie TV, episodi 1x01-1x02 (2010)
- True Blood - serie TV, 18 episodi (2012-2013) - Nora Gainesborough
- Constantine - serie TV, episodio 1x01[4] (2014) - Liv Aberdine
- Una coinquilina pericolosa (Don't Look Back) - film TV, regia di William Dickerson (2014)
- Preacher – serie TV (2016)
- Tenebre e ossa (Shadow and Bone) - serie TV, episodio 1x07 (2021)
- Vienna Blood - serie TV, 3 episodi (2021)
- Delitti in Paradiso (Death in Paradise) - serie TV, episodio 11x03 (2022)

#### Videogiochi
- Linda in The casting of Frank Stone

## Teatro
- 2000 : La Bohème (Children's Chorus).
- 2001 : Otello (Children's Chorus).
- 2002 : The Crucible ; Mary Warren
- 2003 : The Miserables (The Gardenier Arts Centre, Brighton) ; Éponine (piccolo ruolo)
- 2004 : The Man of the Mode ; Lady Woodville
- 2004 : Amy's Wedding ; Amy
- 2006 : The White Devil (Pavilion Theatre, Brighton) ; Marcella/Giovanni.
- 2009 : Arcadia (Londres) ; Chloé Coverly.

## Doppiatrici italiane
Nelle versioni in italiano dei suoi film, Lucy Griffiths è stata doppiata da:
- Jessica Bologna in Una coinquilina pericolosa
- Barbara De Bortoli in Robin Hood
- Loretta Di Pisa in Codice fantasma
- Elena Perino in Last Summer
- Gea Riva in Preacher
- Lidia Perrone in Storia d'inverno

Da doppiatrice, è stata sostituita da:
- Jolanda Granato in The casting of Frank Stone [5]